# FB Playing Fields
FB Playing Fields – wielofunkcyjny stadion w mieście Saint Clement na wyspie Jersey.
Obiekt nazwany imieniem dobroczyńcy Florence Boota (1863-1952).
W jego skład wchodzi:
- tor lekkoatletyczny (jedno okrążenie – 400 m)
- centrum tenisa stołowego Geoff Reed
- 2 boiska krykietowe
- 5 otwartych siatek krykietowych
- kilka boisk piłkarskich
- boisko do hokeja na trawie
- pawilon
- bezpłatny parking.